# TCL科技
TCL科技（全称：TCL科技集团，原称：TCL集团；深交所：000100）是一家总部位于中華人民共和國广东省惠州的电子、电器制造企业。TCL集团生产移动电话、个人电脑、家用电器、电气照明和数位媒體（Digital Media）、平板電視并在中国大陸内外销售。TCL是在深圳证券交易所和香港交易所上市的公司。TCL的名称来源已经无从考证，更多的说法是来自于公司早期名稱“TCL通讯设备有限公司”（Telephone Company Limited）的英文缩写。TCL的品牌形象一直围绕“T”“C”“L”三个字母组成。2007年6月18日，TCL集团宣佈启动新品牌战略，将“TCL”解释为“創意感動生活”（The Creative Life）。此前，TCL集团将TCL释为“今日中国雄狮”（Today China Lion）。
2016年，TCL集团实现营业收入1064亿元，实现净利润16亿元；位列“2017中国500强企业”第145位。2020年1月7日，TCL集团改称TCL科技，進一步擴大智能產品研發，現在目標是成為高投入的技術創新型公司。

## 历史
1980年，广东省惠州市惠阳地区机械局电子科分立惠阳地区电子工业公司，这是TCL的前身。1981年，中（中国大陸）港（英屬香港）合资创办TTK家庭电器有限公司，生产录音带。1985年，中港合资创办TCL通讯设备有限公司。1986年，创立TCL品牌。1989年，TCL的电话机产销量首次高居中国大陸第一名。进入1990年代后，TCL迅猛发展，成为电视行业龙头。
2002年4月16日，TCL集团股份有限公司宣告成立。2004年1月30日，TCL集团股份有限公司股票在深圳证券交易所上市。2004年4月，TCL宣布與阿爾卡特合資並成立一家手機企業：Alcatel Mobile Phones。2005年12月10日，TCL对旗下非核心业务进行重组。
2007年12月3日，TCL集团宣布自2008年1月1日起，以“多媒体产业集团”、“通讯产业集团”、“家电产业集团”、“部品产业集团”、“房地产与金融投资业务群”、“物流与服务业务群”作為六大业务单元。2012年6月，TCL和宜家家居合作共同生产Uppleva电视。
2013年10月30日，TCL多媒體與娛樂科技公司IMAX Corporation簽訂合資公司協議，成立「TCL-IMAX娛樂有限公司」，各佔50%股權，將於2015年起在中國大陸以至世界其他選定市場共同開發、生產及銷售全球頂尖的影院系統。合營公司將會提供「硬體、軟體、服務和內容」端對端智能家庭影院娛樂的全方位解決方案。
2015年12月，乐视网旗下“超级电视”产品子公司乐视致新以6.5港元每股的价格认购TCL多媒体新股3.49亿股，交易完成之后，乐视致新将持有20%的股份，成为TCL媒体的第二大股东。
2016年12月，TCL集團與黑莓公司合作，在全球範圍內將由TCL設計、製造與銷售黑莓品牌的行動裝置。
2020年上半年，TCL品牌电视销量全球市占率同比提升3.3个百分点至12.7%，排名由2019年全球第三跃升至2020年第二季度的全球第二。

## 旗下分支
TCL科技集团（天津）有限公司持股100%
TCL华星光电技术有限公司持股85.71%
華顯光電技術控股有限公司（港交所：334）
TCL多媒体产业集团
TCL電子控股有限公司（港交所：1070）
TCL多媒体中国业务中心
TCL家庭网络事业部
广州数码乐华科技有限公司
TCL数码科技（深圳）有限责任公司
深圳TCL教育科技有限责任公司
TCL新技术（惠州）有限公司
通力電子（港交所：1249）
雷鳥科技45.55%
TCL通讯产业集团
TCL通讯科技控股有限公司
TCL通讯设备（惠州）有限公司
新乡美乐科技
TCL家电产业集团
TCL空调事业部
TCL白家电事业部
TCL家电集团海外事业部
TCL小家电事业部
TCL照明电器事业部
TCL南洋电器（广州）有限公司
广东奥马电器股份有限公司（深交所：002668）48.05%
TCL部品产业集团
升华工业有限公司
TCL金能电池有限公司
TCL显示科技（惠州）有限公司
惠州TCL王牌高频电子有限公司
TCL数码存储科技有限公司
TCL物流与服务业务群
TCL呼叫中心
深圳速必达物流服务有限公司
翰林汇软件产业股份有限公司
电大在线远程教育技术有限公司（页面存档备份，存于）
北京奥鹏远程教育中心有限公司（页面存档备份，存于）
TCL房地产与投资业务群
花樣年15%股權